# Stefano Bessoni
Stefano Bessoni (nascut el 14 de setembre de 1965) és un cineasta, animador de pel·lícules stop-motion e il·lustrador italià.

## Biografia
Stefano Bessoni va néixer en Roma en 1965. Va estudiar arts visuals sota l'ensenyament del gravador napolità Mario Scarpati. Després d'un desviament en la zoologia i les ciències naturals, va deixar la Facultat de Biologia i després es va graduar en l'Acadèmia de Belles arts de Roma.
Des de 1989 ha estat fent diverses pel·lícules experimentals i documentals a més d'instal·lacions teatrals i de vídeos. En els anys 90 va treballar per a moltes empreses de producció de televisió com operador de càmera, director de fotografia i editor. També va col·laborar amb el director italià Pupi Avati, com a assistent, storyboard artist i digital effect artist.
En 1995 va rebre el premi italià de la FEDIC “Claudio Pastori” pel seu treball com a cineasta, per “la consistència del seu compromís, la peculiaritat de la seva recerca, la cultura i la passió expressada a través del seu treball i la profunda anàlisi de les relacions entre el cinema, la pintura, la història i les tradicions i creences populars”.
A més de treballar com a cineasta i animador, Stefano ensenya de manera habitual a Itàlia i a l'estranger: de 2000 a 2007 va ensenyar direcció de cinema en l'Acadèmia de cinema NUCT de Cinecittà, Roma i de 2010 a 2013 va ser docent de direcció visionària i fantàstica en l'Acadèmia Griffith, a Roma.
Ha ensenyat en tallers d'il·lustració i animació stop-motion en escoles i festivals com: Ars in Fabula (Macerata, Itàlia), Festival de Cinema de Giffoni (Salern, Itàlia), Future Film Festival (Bolonya, Itàlia), Bologna Children’s Book Fair – Expopixel (Bolonya, Itàlia), Fantaspoa (Porto Alegre, Brasil), Estación Diseño (Granada).
El llibre Stop-motion. La fabbrica delle meraviglie, amb un pròleg de Barry JC Purves, va néixer de la seva llarga experiència com a professor i animador.
«Encantat per la dimensió imaginària dels contes de fades» i «fascinat per l'horrible i l'inquietant, el sinistre i el mortal», també ha publicat nombrosos llibres il·lustrats inspirats en el món dels gabinets de curiositats, dels vells contes de fades i de les cançons macabres, entre ells: Homunculus (2011), Wunderkammer (2011), Alicie Sotto Terra (2012), Canti della forca (2013), Pinocchio (2014) i la sèrie Le scienze inesatte (Rachel i Rebecca).
Actualment és coordinador del curs d'Il·lustració i Animació a l'IED Roma.

## Filmografia

### Llargmetratges
- 2011 Krokodyle
- 2009 Imago Mortis
- 2005 Frammenti di scienze inesatte
- 2001 I cavalieri che fecero l'impresa (dirigit per Pupi Avati) (storyboard artist)
- 1999 La via degli angeli (dirigit per Pupi Avati) (sketch artist)

### Curtmetratges, migmetratges, documentals
- 2013 Gallows Songs
- 2002 Kokocinski
- 2000 Il catturatore
- 1998 Galgenlieder. Canti patibolari
- 1997 Pinocchio apocrifo. Storia di un burattino in dieci quadri
- 1996 Asterione
- 1995 Grimm e il teatro della crudeltà
- 1994 Totentanz
- 1993 Gregor Samsa
- 1993 Tulp
- 1992 Il principe delle ombre. Ritratto di Mario Scarpati
- 1991 La favola del bambino mai nato

## Premis i beques (selecció)
- 2013 Gallows Songs: Subvenció del Ministeri de Cultura d'Itàlia per ser una “pel·lícula d'interès nacional”[3]
- 2011 Krokodyle: Méliès de plata, XLIV Festival Internacional de Cinema Fantàstic de Catalunya;[4] Best International Film at the Puerto Rico Horror Fest, Puerto Rico;[5] Best Fantasy Film al São Paulo CineFantasy, Brasil
- 2006 Imago Mortis: Subvenció de 500.000 euros per a la producció de la pel·lícula del Ministeri de Cultura d'Itàlia per ser una “pel·lícula d'interès nacional”[6]
- 2006 Frammenti di scienze inesatte: millor llargmetratge al Fano International Film Festival;[7] Premi dels jurats joves al Valdarno Cinema Fedic, San Giovanni Valdarno